# فیل آبرامز
فیل آبرامز (انگلیسی: Phil Abrams؛ زادهٔ ۲۸ دسامبر ۱۹۵۹) یک هنرپیشه اهل ایالات متحده آمریکا است. وی از سال ۱۹۹۲ میلادی تاکنون مشغول فعالیت بوده‌است.
از فیلم‌ها یا برنامه‌های تلویزیونی که وی در آن نقش داشته است می‌توان به توطئه‌آمیز: فصل ۳ اشاره کرد.